# Помпеи (род)
Помпе́и (лат. Pompeii) — древнеримский род (номен), происходивший, вероятно из Пицена — области в центральной Италии. Вероятно, Помпеи происходили из какого-то италийского племени, получившего во II в. до н. э. права римского гражданства

## Известные представители

### Ранние Помпеи
- Луций Помпей — военный трибун 171 до н. э.
- Квинт Помпей — консул 141 до н. э., возможный предок Руфов.
- Авл Помпей — народный трибун 102 до н. э.

### Помпеи Страбоны и Магны
- Секст Помпей — дед Помпея Великого.
- Гней Помпей Страбон — римский военачальник, отец Помпея Великого.
- Гней Помпей Великий — известный римский военный и политический деятель, консул 70, 55 и 52 до н. э., союзник, а затем и противник Цезаря.
- Дети Помпея Великого.
  - Гней Помпей Магн — старший сын, воевал после гибели отца с Цезарем.
  - Помпея Магна — дочь.
  - Секст Помпей Магн — младший сын, боролся с Цезарем, после гибели отца и Цезаря воевал с триумвирами.
- Гней Помпей Магн — префект Рима при императоре Клавдии, происходивший из Лициниев Крассов, дальний потомок Помпея Великого.
- Известные клиенты Страбонов—Магнов.
  - Страбон — древнегреческий историк и географ рубежа н. э.
  - Гней Помпей Трог — римский историк рубежа н. э.

### Помпеи Руфы
- Квинт Помпей Руф — консул 88 до н. э.;
- Квинт Помпей Руф — сын и зять консулов 88 до н. э., погиб в уличных столкновениях;
- Квинт Помпей Руф — внук консула 88 до н. э., член коллегии монетных триумвиров 59 до н. э. и народный трибун 52 до н. э.;
- Квинт Помпей Руф — претор 63 до н. э., противник движения катилинариев. Согласно гипотезе Т. Моммзена, может быть отождествлён с Кв. Помпеем Макулой.

### Помпеи Плотины
- Гай Помпей Плотин — римский юрист.
- Луций Помпей Плотин — отец римской императрицы Помпеи Плотины.
- Помпея Плотина — римская императрица, жена императора Траяна (была неверна ему).

### Другие представители рода
- (Публий Помпей) Макула — друг Цицерона[1].
- Квинт Помпей Макр — претор при римском императоре Тиберие.
- Марк Помпей Сильван — губернатор римской провинции Африка в I веке.
- Квинт Помпей Фалькон — губернатор римской провинции Британии.

## Примечание
1. ↑  Марк Туллий Цицерон. К близким, DCLII [VI, 19], (1), прим. № 1.